# Maria Maria (telenovela)
Maria Maria è una telenovela venezuelana del 1989, prodotta da Marte TV e con protagonisti Alba Roversi e Arturo Peniche.

## Trama
Le vite di Maria Fernanda e Giulia si incontrano nel fatale giorno in cui le donne hanno un incidente automobilistico. Maria viene trovata morta e completamente sfigurata e viene seppellita come Giulia, mentre Giulia viene trovata carbonizzata ma viva e con un'amnesia e, scambiata per Maria Fernanda le viene ricostruito chirurgicamente il suo volto. Il volto sbagliato. La donna, allora, inizia a vivere una vita che non le appartiene, senza ricordare nulla del suo passato, accanto ad un uomo che ama ma che non è suo marito. Ma, quando meno se lo aspetta, ritorna la vera Maria Fernanda che, scampata all'incidente, reclama ciò che le appartiene.

## Personaggi e interpreti
- María Fernanda Alcántara, interpretata da Alba Roversi, doppiata da Dominetta Visconti.
- Esteban Araujo, interpretato da Arturo Peniche, doppiato da Sergio Luzi.
- Santos Mendizabal, interpretato da Aroldo Betancourt, doppiato da Francesco Caruso.
- Giulia Mendoza, interpretata da Mara Croato, doppiata da Laura Mercatali.
- María Eugenia Lovera, interpretata da Anabel Gracia, doppiata da Michela Pavia.
- Regina Lander, interpretata da Julie Restifo, doppiata da Stefania Romagnoli.
- Casanova, interpretata da Gladys Cáceres, doppiata da Daniela Gatti.
- Sagrario Caceres Mendoza, interpretata da Miranda Savio, doppiata da Laura Colombo.
- Sansón Araujo, interpretato da Rodolfo Drago.
- Silvia, interpretata da Verónica Ortiz, doppiata da Isabella Guida.
- La Reina, interpretata da Nancy González, doppiata da Stefania Romagnoli.
- Jeremías, interpretato da Fernando Flores.
- Consuelo Araujo, interpretata da María Elena Coello, doppiata da Isabella Guida.
- Suor Calvario/Leonor Suarez, interpretata da Martha Pabón, doppiata da Beatrice Margiotti.
- Patricia Araujo, interpretata da Alma Ingianni, doppiata da Laura Colombo.
- William Matute, interpretato da Eric Noriega, doppiato da Giuliano Santi.
- Jaime Araujo, interpretato da Luis De Mozos, doppiato da Toni Orlandi.
- Luisa, interpretata da Carmen Landaeta.
- Rubén Tovar, interpretato da Alberto Sunshine.
- Daniel Mirazábal, interpretata da Luly Pérez, doppiata da Ludovica Modugno.
- Miriam Araujo, interpretata da Dora Mazzone.

## Emittenti che hanno trasmesso la telenovela
- Supersix
- TRS
- TV Centro Marche
- Telemondo
- Rete 37
- T9
- Videostar
- Telenorba 7
- Canale 8
- Canale 24
- Tv Donna